# The Names

The Names (дословно — «Имена») — бельгийская группа, игравшая в стиле постпанк, из Брюсселя.

## История
Основана в 1978 году по инициативе басиста и автора песен Михаеля Сординии. После нескольких местных выступлений под именем «The Passengers», название было изменено к выходу первого сингла, «Spectators of Life», изданного под лейблом «WEA» в 1979 году.
Группа очень сильно хотела связаться с британским лейблом и в итоге соединилась с «Factory Records» на выступлении «Joy Division» в месте под названием Plan K в Брюсселе. «The Names» записали «Nightshift» в Манчестере в августе 1980 года с продюсером Мартином Хеннетом. Сингл представлен всеохватывающим звучанием «The Names»: тёмным, меланхоличным, немного загадочным и странным звуком, схожим с саундом таких групп как «Magazine», «Comsat Angels», «Joy Division» и ранним «New Order», с превосходными текстами и клавишными.
«The Names» завязали долгие и стоящие отношения с гениальным Хеннетом, который также записал их следующий сингл «Calcutta» (Factory Benelux, 1981) и дебютный альбом, «Swimming» (Les Disques du Crepuscule, 1982). С ним группа создала сочный и запоминающийся мелодичный звук.
Группа выступала в Бельгии, Нидерландах, Люксембурге и Франции, также была приглашена выступить в Манчестере в июле 1980 года в «The Beach Club». Когда «The Names» задержались, «New Order» выступили в первый раз после прекращения деятельности «Joy Division».
Последний сингл «The Names» — «The Astronaut» был выпущен в 1982 году, снова был спродюсирован Мартином Хеннетом, который к тому времени отделился от «Factory Records». Однако, эра постпанка заканчивалась, и группа раскололась.
В 1995 году оригинальный состав трио — Михаель Смординиа (Michel Sordinia; вокал, бас), Марк Депрез (Marc Deprez; гитара) и Кристоф Ден Тандт (Christophe Den Tandt; клавиши) — воссоединился под названием «Jazz», выпустив один альбом, «Nightvision».